# Виделе
Виделе (рум. Videle) град је у јужном делу Румуније, у историјској покрајини Влашка. Виделе је пети по важности град у округу Телеорман.
Виделе према последњем попису из 2002. има 12.015 становника.

## Географија
Град Виделе припада историјској покрајини Влашке (средишњи део њеног источног дела Мунтеније), око 70 km југозападно до Букурешта. 
Виделе је смештен у средишњем делу Влашке низије, на приближно 100 метара надморске висине. Поред града протиче речица Куперчени.

## Становништво
У односу на попис из 2002., број становника на попису из 2011. се смањио.
| 1977.  | 1992.  | 2002.  | 2011.  |
| ------ | ------ | ------ | ------ |
| 10.904 | 13.024 | 12.498 | 11.508 |

Румуни чине већину становништва Виделеа, а од мањина има само Рома.